# Jean Ossola

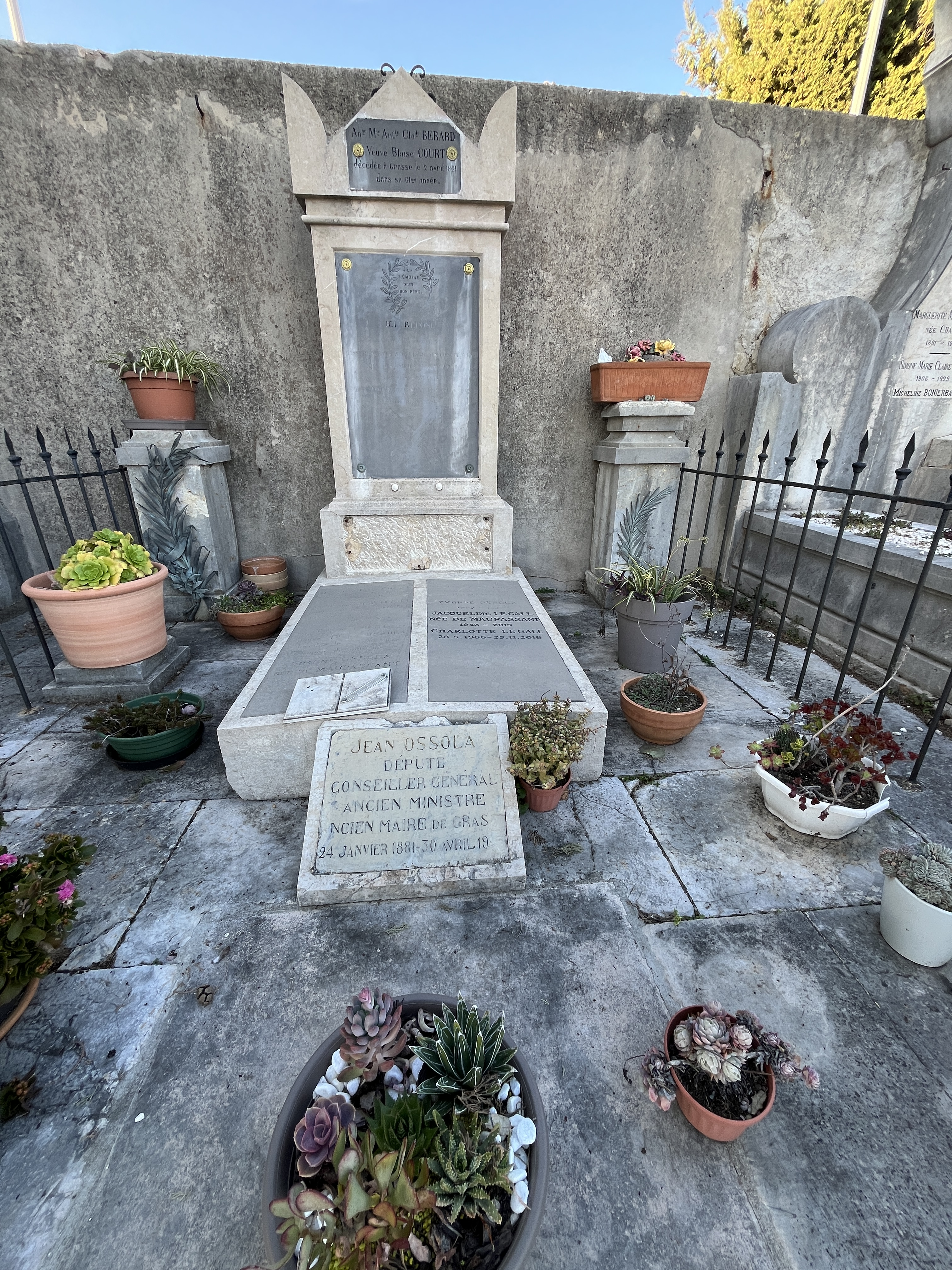
Sépulture de Jean Ossola au cimetière Sainte-Brigitte à Grasse.

Jean Ossola, né le 24 janvier 1881 à Grasse (Alpes-Maritimes) et mort le 30 avril 1932 à Saint-Vallier-de-Thiey (Alpes-Maritimes), est un homme politique français. Il est député des Alpes-Maritimes sous la Troisième République.

## Biographie
Jean Adolphe Emmanuel Ossola est le fils du député Marcelin César Ossola, et de Marianne Baptistine Thérèse Court. Il est élevé dans un milieu familial républicain, il fait ses études à Paris et devient docteur en droit.  
Le 11 février 1906 à Grasse, il épouse Louise Marie Renée Simone Maupassant. 
Avocat à Grasse, il est élu conseiller général de Grasse en juillet 1910 puis maire et député en 1914. 
Pendant la Première Guerre mondiale, il s'engage alors qu'il est député, est plusieurs fois blessé et reçoit la croix de guerre 1914-1918. Il développe une activité très soutenue à l'Assemblée nationale. Président de la commission de l'armée, il est sous-secrétaire d'État en 1925 et 1926. 
Il meurt en campagne électorale dans un accident d'automobile, le 30 avril 1932.

## Mandats
- Conseiller général de Grasse de 1910 à 1932.
- Député des Alpes-Maritimes en 1914, réélu en 1919, 1924 et 1928, comme Républicain de gauche puis comme radical.
- Sous-secrétaire d'État à la présidence du Conseil et à la guerre le 17 avril 1925 dans le gouvernement Paul Painlevé (2) puis sous-secrétaire à la guerre dans les gouvernements Paul Painlevé (3), Aristide Briand (8) et Aristide Briand (9) jusqu'au 22 juin 1926.
- Maire de Grasse de 1914 à 1922.

## Postérité
Une rue de Grasse et un boulevard de Saint-Laurent-du-Var portent son nom. Un monument a été érigé à sa mémoire dans sa ville natale.
Jean Ossola épouse, le 26 février 1906, Simone de Maupassant, nièce et héritière de Guy de Maupassant.